# مصطفى العزوزي
مصطفى العزوزي (مواليد سنة 1957، القصر الكبير) طبيب مغربي متخصص في جراحة الأعصاب. هو أب الطبيب والمخترع يوسف العزوزي، الفائز بجائزة أفضل مخترع بالعالم العربي 2019.

## مسيرته
تقلّد العزوزي عددا من المناصب العلمیة والمسؤولیات الجامعیة، كما أنجز مجموعة من الأبحاث المیدانیة التي تدخل في مجال تخصصه، وشارك في عدد من المؤتمرات العلمیة واللقاءات الدولیة. وله عدة أبحاث منشورة في الدوریات المختصة، سواء باللغة الإنجلیزیة أو الفرنسية.
تم اختياره ضمن العقول المبدعة عالمیا في القرن 21 سنة 2007، تتویجا لمسیرته العلمیة والمھنیة في جراحة الدماغ والأعصاب بالمغرب. ويعتبر العزوزي أول عضو مغاربي دائم في الكونغرس الأمریكي لجراحة الدماغ والعمود الفقري. أحرز على المیدالیة الذھبیة بسويسرا سنة 1997 لاختراعه آلة طبیة لمعالجة أمراض الدماغ.